# سية ناب (مهر أنرود)
سیة ناب (بالفارسية: سیه‌ناب) هي مستوطنة تقع في إيران في قسم مهر أنرود المرکزي الريفي. يقدر عدد سكانها بـ 843 نسمة .